# أوديب ملكا
أوديب ملكاً، أوديب الملك، الملك أوديب، وتُعرف أيضًا بعنوانها اليوناني أوديب الطاغية (باليونانية القديمة: Οἰδίπους Τύραννος)، تراجيديا أثينية كتبها سوفوكليس وجرى تمثيلها لأول مرة نحو 429 ق.م. عرفها الإغريق باسم أوديب، كما أشار إليها أرسطو في كتابه فن الشعر، ثم تحولت إلى أوديب الطاغية لتمييزها عن مسرحية أخرى كتبها سوفوكليس لاحقا أوديب في كولونوس. أشار مصطلح الطاغية قديمًا إلى الحاكم الذي يحكم دون مشروعية لحكمه ولم يكن لها دلالة سلبية.
كتب سوفولكليس ثلاث مسرحيات تناولت قصة أوديب، فبدأ بأنتيغون ثم أوديب ملكا بعدها بنحو اثني عشر عامًا، لكن أوديب ملكا تأتي أولا طبقا لتسلسل الأحداث تليها أوديب في كولونوس ثم أنتيغون.
أصبح أوديب ملك ثيفا عند بداية المسرحية، والذي سيحقق نبوءة بقتل والده لايوس (الملك السابق) والزواج من أمه جوكاستا (التي اتخذها أوديب ملكته بعد حله لغز سفنكس). تدور أحداث المسرحية حول بحث أوديب عن قاتل والده لايوس لوضع حد للطاعون الذي يفتك بثيفا، دون أن يعلم أن القاتل الذي يبحث عنه هو نفسه. يكتشف أوديب الحقيقة عند نهاية المسرحية فتنتحر جوكاستا شنقًا ويقوم أوديب، مروعًا من قتله لأبيه والزنا بأمه، باقتلاع عينيه في أسى.
أشار أرسطو إلى المسرحية عدة مرات في كتابه فن الشعر كمثال لهذا النوع الفني.

## السياق

### لعنة لايوس
تعود المصائب التي أصابت ثيفا إلى لعنة أصابت لايوس عندما خرق قوانين الضيافة المقدسة.
استضاف بيلوبس ملك إيلس لايوس في شبابه ليصبح معلم ابنه خريسيبوس، لكنه لايوس اغتصبه فانتحر خريسيبوس. أنزل أبولو، حامي الشباب والأطفال، لعنته على لايوس.

### ميلاد أوديب
يستشير لايوس عرافته عند ميلاد ابنه، لكنه يفزع عندما تخبره العرافة أن لايوس محكوم عليه أن يقتله ابنه. يربط لايوس قدمي ابنه ويأمر جوكاستا أن تقتله، التي تعجز عن قتل وليدها فتأمر خادمها أن يلقيه فوق قمة الجبل. يشفق الخادم على الرضيع فيعطيه إلى راعي غنم. يفك الراعي وثاقه ويسميه أوديب (ذا القدم المنتفخة). يذهب الراعي بالطفل إلى قورنثوس ويقدمه إلى الملك بوليبوس الذي يربيه كأنه ابنه.

### أوديب والعرافة
تصل إلى مسامع أوديب عند بلوغه أنه ليس ابن بوليبوس وزوجته ميروب، فيسأل العرافة بيثيا عن والديه الحقيقيين. تتجاهل العرافة طلبه وتخبره أنه "محكوم عليه أن يمارس الجنس مع أمه وأن يسيل دم أبيه". يغادر أوديب قورنثوس متجهًا إلى ثيفا في محاولة لتجنب هذا المصير، إذ لا يزال يعتقد أن والديه هما بوليبوس وميروب.

### وقوع النبوءة

#### العجوز
يقابل أوديب في طريقه إلى ثيفا رجلا عجوز ومعه خدمه، فيتشاجران عن أحقية أي منهما في المرور بعربته. يحاول الرجل أن يضرب أوديب بعصاه لكن أوديب يدفعه من فوق عربته فيرديه قتيلا، محققًا نبوءة قتله لأبيه إذ كان الرجل –كما سيكتشف أوديب لاحقا- لايوس ملك ثيفا.

#### أحجية سفنكس

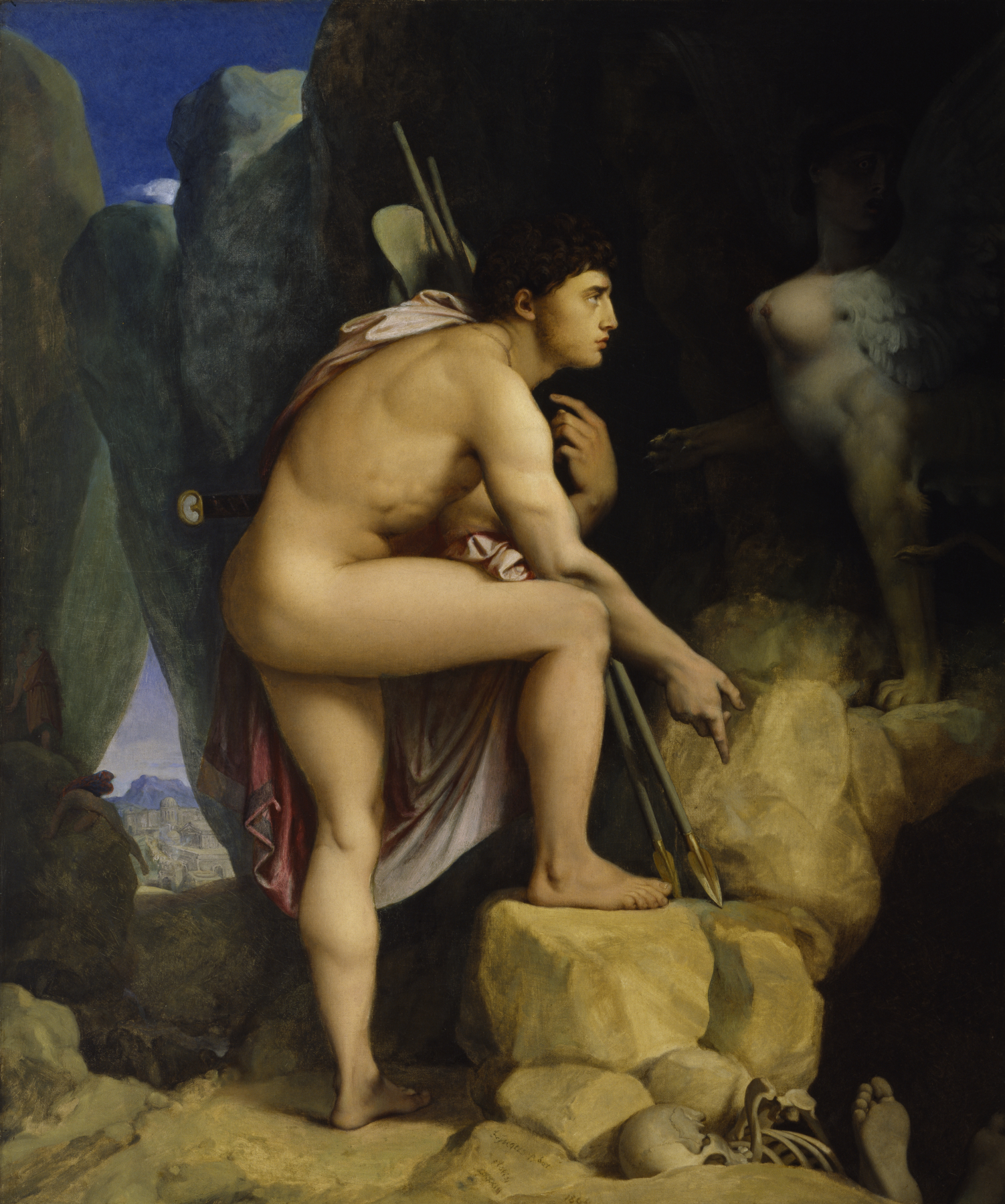
لوحة بريشة جان-أوغست دومينيك تمثل أوديب بعد حله أحجية سفنكس، متحف والترز للفنون.

يقابل أوديب عند وصوله ثيفا المضطربة سفنكس، وحش أسطوري برأس وثدي امرأة وجسد لبؤة وجناحي نسر. يربض الوحش على تلة ويلتهم الثيفيين واحدًا تلو الآخر إن لم يتمكنوا من حل أحجيته.
تختلف الأحجية التي تلتها سفنكس في المرويات الأولى كما لم تُذكر في أوديب ملكا لأن الأحداث سبقت المسرحية. لكن طبقا لأكثر نسخ القصة انتشارًا، سألت سفنكس "أي مخلوق يمشي على أربع صباحًا، على اثنتين ظهرًا، وعلى ثلاثة ليلا؟" أجاب أوديب بفطنته "الإنسان" إذ يزحف على أربع كطفل ويمشي على اثنتين في كبره ويتكئ على عصا في هرمه.
تلقي سفنكس، بعد هزيمتها من الأمير، بنفسها من فوق الحافة منهية بذلك اللعنة على ثيفا. يكافئ الثيفيون أوديب بتعيينه ملكا عليها وبزواجه من الملكة الأرملة جوكاستا. لم يعرف أحد في ذلك الوقت إنها أم أوديب وهكذا تحققت النبوءة الثانية دون معرفة الطرفين اوديب وجوكاستا

## القصة
يرسل أوديب ملك ثيفا أخاه كريون إلى عرافة بيثيا طلبًا لنصيحتها حيال الطاعون الذي يفتك بثيفا. يعود كريون ليخبره أن الطاعون سببه تلوث ديني لأن قاتل ملكهم السابق لايوس لم يقبضوا عليه. يعد أوديب بالقبض على القاتل ولعنه لتسببه بالطاعون.
طلب أوديب من العراف الأعمى تيريسياس العون يقر تيريسياس بمعرفته الجواب على أسئلة أوديب لكنه يرفض الحديث ويطلب من أوديب أن يوقف بحثه. يتهمه أوديب مغضبا بالتآمر مع قاتل لايوس. يجيب تيريسياس الملك "أنت هو المجرم الذي تبحث عنه". يعجز أوديب عن فهم الأمر ويفترض أن كريون دفع تيريسياس ليتهمه هو. يتجادل الاثنان بحدة ويسخر أوديب من عمى تيريسياس الذي يخبره بأنه أعمى أيضًا. يغادر العراف في النهاية متمتمًا أنه عند اكتشاف القاتل سيكون من أهل ثيفا، أخ وأب لأبنائه، وابن وزوج لأمه.

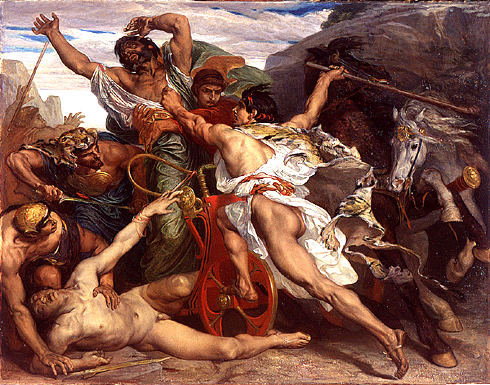
قتل أوديب للايوس، بريشة جوزيف بلانك، 1867.

يصل كريون ليواجه اتهامات أوديب، فيأمر الملك بإعدامه لكن الجوقة تقنعه بتركه يعيش. تدخل جوكاستا وتحاول طمأنة أوديب وتخبره ألا يستمع إلى العرافين. تقدم له الدليل بأنها تلقت نبوءة هي وزوجها السابق لايوس ولم تتحقق. نصت النبوءة على أن لايوس سيقتله ابنه، بينما قتل لايوس قاطع طريق عند مفترق الطرق.
يتوقف أوديب عند ذكر المكان ويطلب مزيدًا من التفاصيل، فتخبره جوكاستا بأنه تقاطع طريق بين داوليا ودلفي. يطلب أوديب من جوكاستا أن تصف له لايوس. يرسل الملك إلى راعي الغنم، الشاهد الوحيد الذي شهد الحادث.
تتساءل جوكاستا عن الأمر فيخبرها أن رجلا أخبره من سنين في دلفي أنه ليس ابن أبيه. ذهب أوديب إلى دلفي ليسأل عن أبويه، لكن العرافة لم تجبه على سؤاله وأخبرته نبوءة بأنه سيقتل أباه ويتزوج أمه. أقسم أوديب عندها أنه لن تطأ قدماه قورنثوس مجددّا. قابل أوديب في سفره عند التقاطع المذكور عربة تجادل مع قائدها وانتهى بقتل رجل يشبه وصف جوكاستا للايوس. لكن أوديب كان يحدوه الأمل أنه ليس بقاتل لايوس، لأنها أخبرته أن لايوس قتله عدة قطاع طرق. إن أكد الراعي أن لايوس قتله قطاع طرق، فإن أوديب ستبرؤ ذمته.
يصف الرسول أنه من سنوات عديده عند رعيه على جبل كيثاريون أتاه راعٍ من بيت لايوس وأعطاه رضيعًا وأمره بالتخلص منه، لكنه قدم الطفل إلى بوليبوس الذي رباه كابنه. يسأل أوديب جوقته عن الراعي الآخر فيجيبونه بأنه نفس الراعي الذي شهد قتل لايوس والذي أرسل أوديب في طلبه. تدرك جوكاستا الحقيقة وتستجديه أن يتوقف عن طرح الأسئلة، لكن أوديب يرفض فتهرع إلى قصرها.

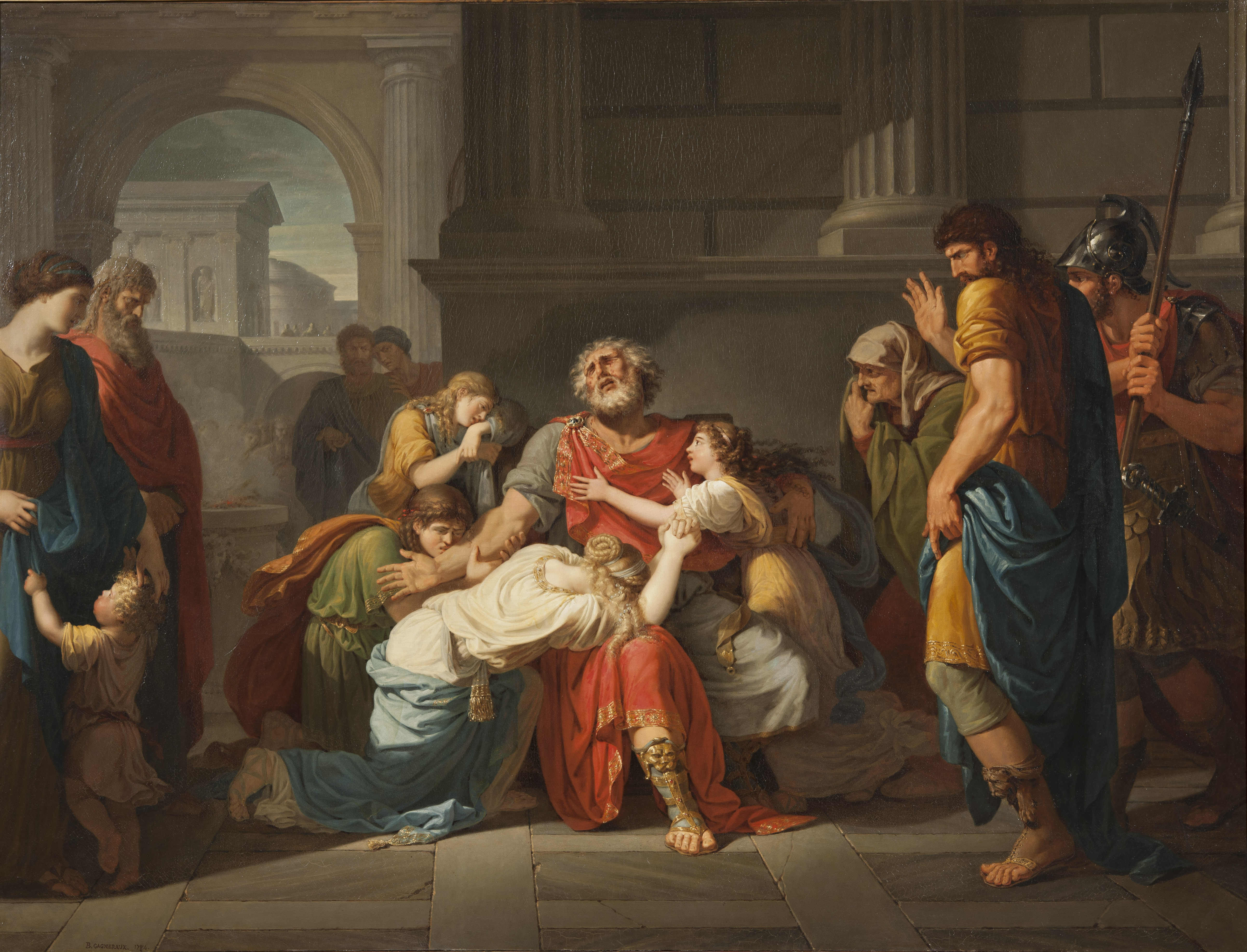
أوديب الأعمى يسلم أمر أبنائه للآلهة، بريشة بينين جانيرو.

يصل الراعي فيستجوبه أوديب لكنه يستجدي أوديب أن يتركه دون أن يجيب، فهدده أوديب بالتعذيب أو القتل إن لم يجب. يجيب الراعي بأن الطفل الذي تركه كان ابن لايوس إذ أعطته جوكاستا وليدها ليتركه على قمة الجبل خوفا من تحقق نبوءة قتله لأبيه.
تظهر حقيقة كل شيء ويلعن أوديب نفسه والقدر قبل أن يترك المسرح. ترثى الجوقة كيف أن الرجل الصالح حتى قد تلعنه الأقدار. يغادر خادم القصر ليقص ما حدث للتو. انتحرت جوكاستا شنقا في غرفة نومها. و دلف أوديب إلى قصره غاضبا وطلب من خادمه أن يحضر سيفا ليذبح جوكاستا بيديه. لكن أوديب يكتشف انتحار جوكاستا ويقتلع عينيه في أسى.
يخرج الملك الأعمى من القصر ويتضرع أن يقتلوه. يدخل كريون ويقول أن أوديب سيظل في البيت حتى استشارة العرافين فيما يجب فعله. تُنفى ابنتيه أنتيغون وإيسميني ويطلب أوديب من كريون أن يرعاهما لتحظيا بحياة أفضل من حياة أبيهما. يوافق كريون ويعيد أوديب إلى البيت.
تكرر الجوقة على مسرح فارغ العبارة اليونانية بأنه "لا يعد أحد سعيدًا حتى يموت ".

## الاستقبال

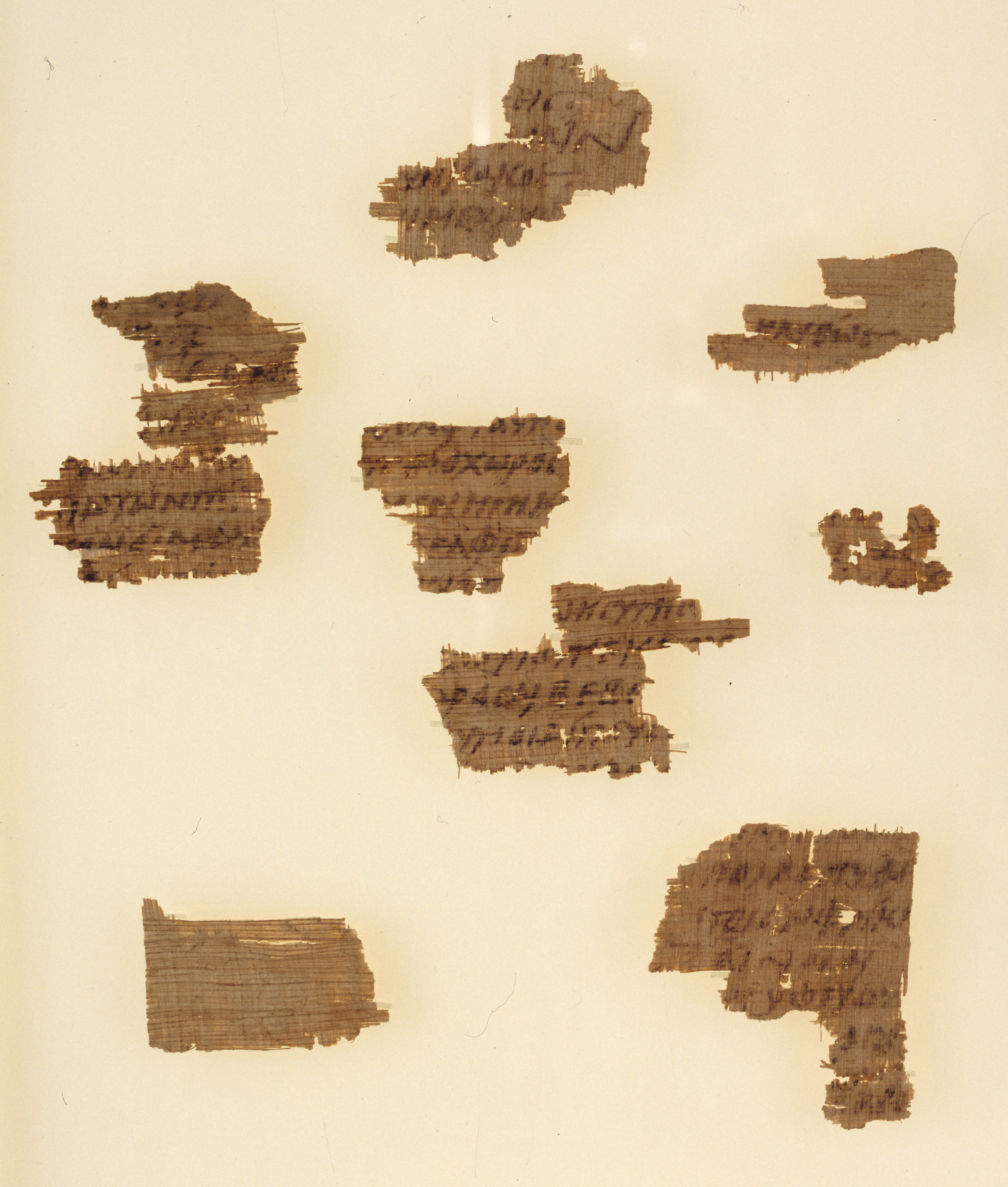
جزء من برديات أوكسيرينخوس بها مقتطفات من أوديب ملكا، القرن الرابع ق.م.

حققت الثلاثية التي منها أوديب ملكا المركز الثاني في مدينة ديونيسيا عند تمثيلها لأول مرة، بينما حاز ابن أخ أسخيليوس فيلوكليس جائزة المركز الأول. لكن أرسطو اعتبر في كتابه فن الشعر أن أوديب ملكا تمثل التراجيديا التي تحقق مواصفات التراجيديا المثالية.
يتفق نقاد محدثون مع أرسطو على قيمة أوديب ملكا وإن لم يتفقوا دومًا على الأسباب. قال ريتشارد كلافرهاوس جب مثلا أن "من ناحية فإن أوديب ملكا هي تحفة التراجيديا القديمة، إذ لا يقدم أي عمل آخر درجة مماثلة من الفن ومن تطور الحبكة ومن رسم الشخصيات بحنكة ومهارة. يؤكد سيدريك ويتمان أن "أوديب ملكا تعد أعظم مسرحية إغريقية". يعتبر ويتمان أن المسرحية "أكمل تعبير عن مفهوم التراجيديا" والتي تعني تمثيل التراجيديا بأنها "إظهار جانب الشر في الإنسان"، إذ قد يمتلك الإنسان "كل مقومات المجد والشرف مع أقصى رغبة لفعل الخير لكنه ينتهي في شر لا يطاق غير مسؤول عنه". أشارت إديث هول إلى أوديب ملكا بأنها "التراجيديا في أكمل صورة".
تقدم المسرحية تحذيرًا للمفكرين الجدد إبان الثورة العلمية التي أطلقها طاليس والتي بدأت تكتسب زخمًا سياسيًا. يرى همفري كيتو أن المسرحية رد من سوفوكليس على السفسطائيين، بتهويل موقف يواجه فيه الإنسان معاناة لا ذنب له فيها، ولكن الأحداث –رغم عشوائيتها الظاهرية- تنبأت بها الآلهة ما يعني أن الأحداث ليست عشوائية رغم عجز العقل البشري عن إدراك الحكمة خلفها.
تعد مسرحية أوديب ملكًا من أعظم المسرحيات والقصص والتراجيديا عبر التاريخ. اختار الناقد المسرحي في الغارديان ميخائيل بيلينغتون أوديب ملكا في المركز الثاني في أفضل 101 مسرحية عبر التاريخ خلف مسرحية الفرس.

## مواضيع المسرحية ودوافعها

### القدر وحرية الإرادة

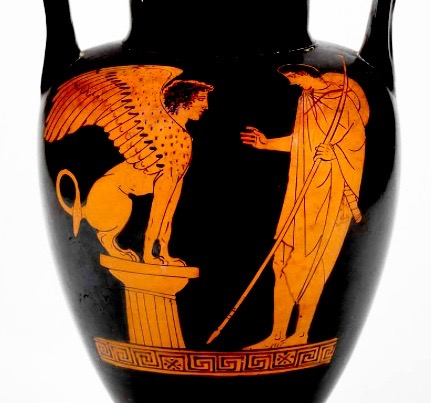
فخارة إغريقية تمثل أوديب وسفنكس، 450 ق.م

تناولت الكتابات الإغريقية القدر كموضوع رئيسي خاصة في التراجيديا. كذلك يتكرر وقوع النبوءة أثناء محاولة تجنبها مرات عدة في الأساطير الإغريقية. يمكن، على سبيل المثال، ملاحظة التشابه بين أوديب وأسطورة ميلاد بيرسيوس.

تهيمن نبوءتان على قصة أوديب ملكا. تذكرنا جوكاستا بالنبوءة التي قيلت للايوس عند ميلاد أوديب:
لقد خبرته نبوءة: أنه سوف يموت بيد ابنه – ابنه الذي هو من صلبه، ومن بطني!
تحكي النبوءة عن قتل الأب فقط إذ لا تذكر زنا المحارم. يحكي أوديب، ردًا على جوكاستا، النبوءة التي دفعته لمغادرة قرونثوس:
يا للسماء!.. يا للسماء!.. انقشع الضباب من حولي.. فرأيت الحقيقة.. ما أبشع وجه الحقيقة!.. يا لها من لعنة لم يسبق أن صب نظيرها على بشر!
يحيط الغموض بمعنى نبوءة لايوس، إذ تختلف نبوءة لايوس في هذه المسرحية عن نظيرتها في ثلاثية أوديب لإسخيلوس التي كتبها في 467 ق.م. يرى سميث (2005) أن "سوفوكليس كان بإمكانه أن يجعل تحقيق نبوءة لايوس مشروطًا (إن حظي لايوس بابن سيقتله) أو غير مشروط (سيحظى لايوس بابن وسيقتله). جعل إسخيلوس ويوربيدس النبوءة مشروطة، بينما اختار سوفوكليس أن تكون غير مشروطة، إذ لم يكن بمقدور لايوس أن يحول دون قتل ابنه له مهما فعل.

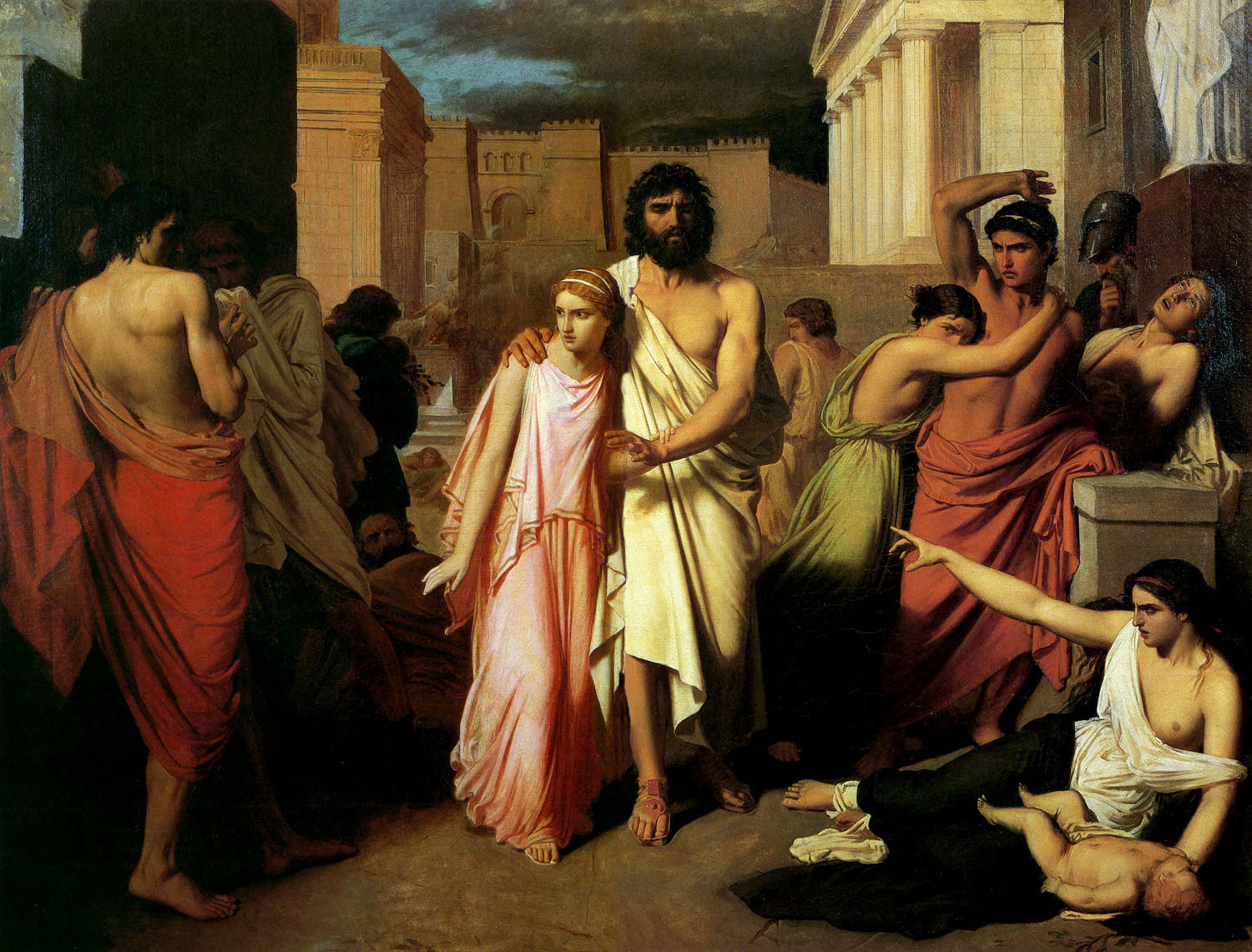
أوديب وأنتيغون، بريشة تشارلز جالالبرت.

أيا كان معنى نبوءة لايوس، فإن نبوءة أوديب كانت غير مشروطة، فلقراء المسرحية، نظرًا لمفهوم القدر حديثًا وللجبرية، ما أوديب إلا دمية تتحكم بها قوى عليا; رجل تسحقه الآلهة والقدر دون جرم أو ذنب. بيد أن هذه قراءة غير دقيقة. فإن كانت بديهة أسطورية أن النبوءات تتحقق، لكن النبوءات لا تسبب الأحداث التي تفضي إلى النتيجة. يتناول إريك دودس في مقالته "في إساءة فهم أوديب ملكا" مقارنة برنارد نوكس المسرحية بنبوءة يسوع في العشاء الأخير أن بطرس سيكذبه ثلاث مرات. يعلم يسوع أن بطرس سيفعل ذلك لكن القراء لا يعتبرون بطرس دمية في يد الأقدار مجبورة على تكذيب يسوع.
لقد كانت نبوءة أوديب ما تسمى نبوءة ذاتية التحقيق، حيث تطلق النبوءة ذاتها سلسلة من الأحداث تنتهي بتحقيق النبوءة في النهاية. لا يعني هذا أن أوديب كان ضحية للقدر ولم يكن حر الإرادة، وإنما أنتجت النبوءة سلسلة من الاختيارات، التي اختارها أوديب بحرية، والتي أدت في النهاية إلى قتله أبيه والزواج من أمه. رفض أوديب العودة إلى قرونثوس بعد علمه بالنبوءة، كما اختار التوجه إلى طيبة، ليقتل لايوس، وليتخذ جوكاستا زوجة له. كذلك يختار أن يرسل كريون إلى العرافة طلبًا للعون في مواجهة الطاعون في طيبة، ثم يتبع النصيحة بالتحقيق قي مقتل لايوس. كل هذه اختيارات غير جبرية.

### حكم الدولة
نرى تناول موضوع حكم الدولة في الصراع بين الفردانية والدولة في أنتيغون. يواجه أوديب معضلة مشابهة لما واجه كريون: يتخذ كل ملك قرارًا يتشكك فيه رعيته أو يعصونه، ويسيء كل منهما فهم دوره كحاكم ودور الثائرين. يواجه كل منهما نبوءة العراف تيريسياس بأن القوى الروحانية ضده بقولهما أن العراف كاذب. هنا تتوقف التشابهات بينهما، فبينما يلحظ كريون أخطائه ويسعى لإصلاحها، يرفض أوديب السماع لأي أحد.